# Nationaal park Láhko
Nationaal park Láhko (Noors: Láhko nasjonalpark) is een nationaal park in Nordland in Noorwegen. Het park werd opgericht in 2012 en is 188 vierkante kilometer groot. Het park omvat het grootste karstgebied van Noorwegen met grotten en zeldzame planten.